# Reichsstraße 362
Als Reichsstraße 362 (R 362) wurde nach der Übernahme des Elsass in deutsche Zivilverwaltung im Jahr 1940 bis 1944 die als Reichsstraße behandelte Straßenverbindung bezeichnet, die von Colmar im Verlauf der früheren französischen Route nationale 422 über Sainte-Croix-en-Plaine (Heilig-Kreuz), Ensisheim, Mulhouse (Mülhausen) östlich passierend (dort Kreuzung mit der damaligen Reichsstraße 378) und von dort weiter in Richtung Basel, wobei sie bei Sierentz (Sierenz) auf die damalige Reichsstraße 9 traf.
Ihre Gesamtlänge betrug rund 70 Kilometer.